# Foramsulfuron
Foramsulfuron ist eine chemische Verbindung des aus der Gruppe der Sulfonylharnstoffe.

## Gewinnung und Darstellung
Foramsulfuron kann ausgehend von 2-Methyl-5-nitrobenzolsulfonsäure über das N,N-Dimethyl-2-aminosulfonyl-4-formamidobenzamid synthetisiert werden.

## Eigenschaften
Foramsulfuron ist ein farb- und geruchloser Feststoff, der schlecht löslich in Wasser ist. Die Hydrolysestabilität (DT50) beträgt 3,7 Tage bei einem pH-Wert von 4 und es ist stabil bei einem pH-Wert von 7 und 9.

## Verwendung
Foramsulfuron ist ein 2001  auf den Markt gebrachtes Herbizid das im Ackerbau für Mais verwendet wird. Es wird über die Blätter aufgenommen und beeinflusst die Synthese von Aminosäuren.

## Zulassungsstatus
In Deutschland, Österreich und der Schweiz sind Pflanzenschutzmittel mit diesem Wirkstoff zugelassen.

## Handelsnamen
Foramsulfuron wird als Einzelwirksoff unter dem Handelsnamen Monsoon, Cubix und Equip sowie als Kombination mit den Wirkstoffen Thiencarbazon und/oder Iodosulfuron-methyl-Natrium unter den Produktnamen MaisTer oder Conviso vertrieben.